# Амалтеја (сателит)
Амалтеа је трећи познати јупитеров сателит. По грчкој митологији Амалтеја је била нимфа која је малог Јупитера хранила козјим млијеком. Открио га је Бертнард 9. септембра 1892. године у Лицк-ом опсерваторију користећи 36-то инчни (91 cm) рефлектор. Амалтеа је посљедњи сателит који је откривен директним посматрањем (за разлику од фотографије). Амалтеа и Хималиа су пети и шести највећи Јупитерови сателити али су само једну-петнаестину величине Европе. Амалтеа је најцрвеније небеско тијело у сунчевом систему. Претпоставља се да је црвена боја резултат сумпора који је дошао са Иоа.
Прије се сматрало да величина и нерегуларан облик имплицирају да је Амалтеа релативно јако, тврдо тијело. Али, мјерење његове масе током прошле Галилејеве (свемирска летјелица) орбите говоре другачије. Изгледа да је Амалтеина густоћа приближна густоћи воде и пошто вјероватно није да је сачињен од леда највјероватније је гормада шљунка са много шупљина.
Као и Ио, Амалтеа исијава (зрачи) више топлоте него што је прима од Сунца (вјероватно ради струјних валова које долазе из Јупитеровог магнетног поља).
Амалтеин пречник је 189 километара а удаљеност од Јупитера 181.000 километара.